# 永川郡 (中国)
永川郡，中国南北朝时设置的郡。
北周置永川郡，治所、辖县不详，隶属于土州。辖境相当今湖北省随州市东北地区。大象二年（580年），周恭帝宇文阐封杨坚为随王，土州永川郡作为新封的随国的一部分。隋文帝开皇三年（583年）废永川郡，属县直属土州。